# Dorwać byłą
Dorwać byłą (tytuł oryg. The Bounty Hunter) – amerykańska komedia romantyczna z 2010 roku w reżyserii Andy’ego Tennanta.

## Obsada
- Jennifer Aniston jako Nicole Hurley
- Gerard Butler jako Milo Boyd
- Christine Baranski jako Kitty Hurley
- Jason Sudeikis jako Stewart
- Jeff Garlin jako Sid
- Coral Anderson jako Ethal
- Peter Greene jako Mahler